# Piano Baruch
Il Piano Baruch fu una proposta del governo degli Stati Uniti, scritta principalmente da Bernard Baruch e basata sul Rapporto Acheson–Lilienthal, alla Commissione delle Nazioni Unite per l'Energia Atomica (UNAEC) durante la sua prima seduta nel giugno del 1946. Stati Uniti, Gran Bretagna e Canada richiesero la formazione di un'organizzazione internazionale che regolasse l'energia atomica e il Presidente Truman rispose chiedendo ai Sottosegretari di Stato Dean Acheson e David E. Lilienthal di redigere un piano. La versione di Baruch della proposta fu rifiutata dall'Unione Sovietica, che temeva che il patto preservasse il monopolio nucleare americano. Il fallimento del piano portò all'inizio della corsa agli armamenti della Guerra Fredda.

## Propositi del piano
Il Piano proponeva di:
1. estendere a tutti i paesi le conoscenze scientifiche di base per un uso pacifico dell'energia nucleare;
2. istituire il controllo del nucleare nella misura necessaria per garantire l'uso solo per scopi pacifici;
3. eliminare dagli arsenali nazionali le armi nucleari e tutte le altre principali armi adattabili per la distruzione di massa;
4. istituire garanzie efficaci mediante ispezione e altri mezzi per proteggere gli Stati aderenti dai pericoli di violazioni.